# Silicat de calciu

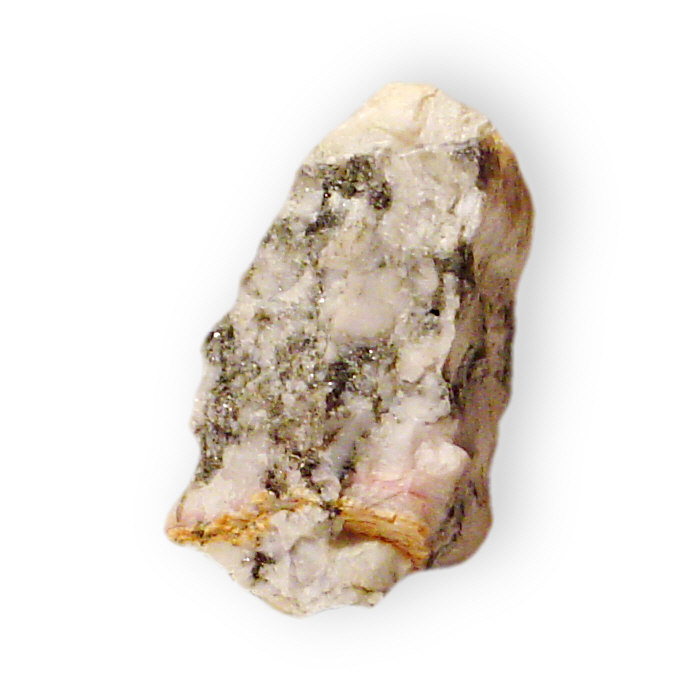
Silicat de calciu

Silicatul de calciu (număr E: E552) este un compus anorganic cu formula chimică Ca2SiO4. Prezintă diverse utilizări, fiind utilizat ca agent antiaglomerant alimentar și farmaceutic și este utilizat și ca antiacid.